# Saint-Yrieix-le-Déjalat
Saint-Yrieix-le-Déjalat är en kommun i departementet Corrèze i regionen Nouvelle-Aquitaine i de centrala delarna av Frankrike. Kommunen ligger  i kantonen Égletons som tillhör arrondissementet Tulle. År 2022 hade Saint-Yrieix-le-Déjalat 329 invånare.

## Befolkningsutveckling
Antalet invånare i kommunen Saint-Yrieix-le-Déjalat
Referens:INSEE